# Jósa András Múzeum
A Jósa András Múzeum Nyíregyházán található megyei múzeum, Kelet-Magyarország legrégibb közművelődési és tudományos intézménye. Fenntartója – a Sóstói Múzeumfaluval és a Kállay-gyűjteménnyel együtt –  2013. január 1-jétől Nyíregyháza Megyei Jogú Város Polgármesteri Hivatala. 2022. február 1-jétől átmenetileg, a tervek szerint 2 évre bezárták.

## Címe
- 4400 Nyíregyháza, Benczúr tér 21.

A múzeum épülete 1925-ben épült fel Maróthy Kálmán tervei alapján neoklasszicista stílusban.

## Története

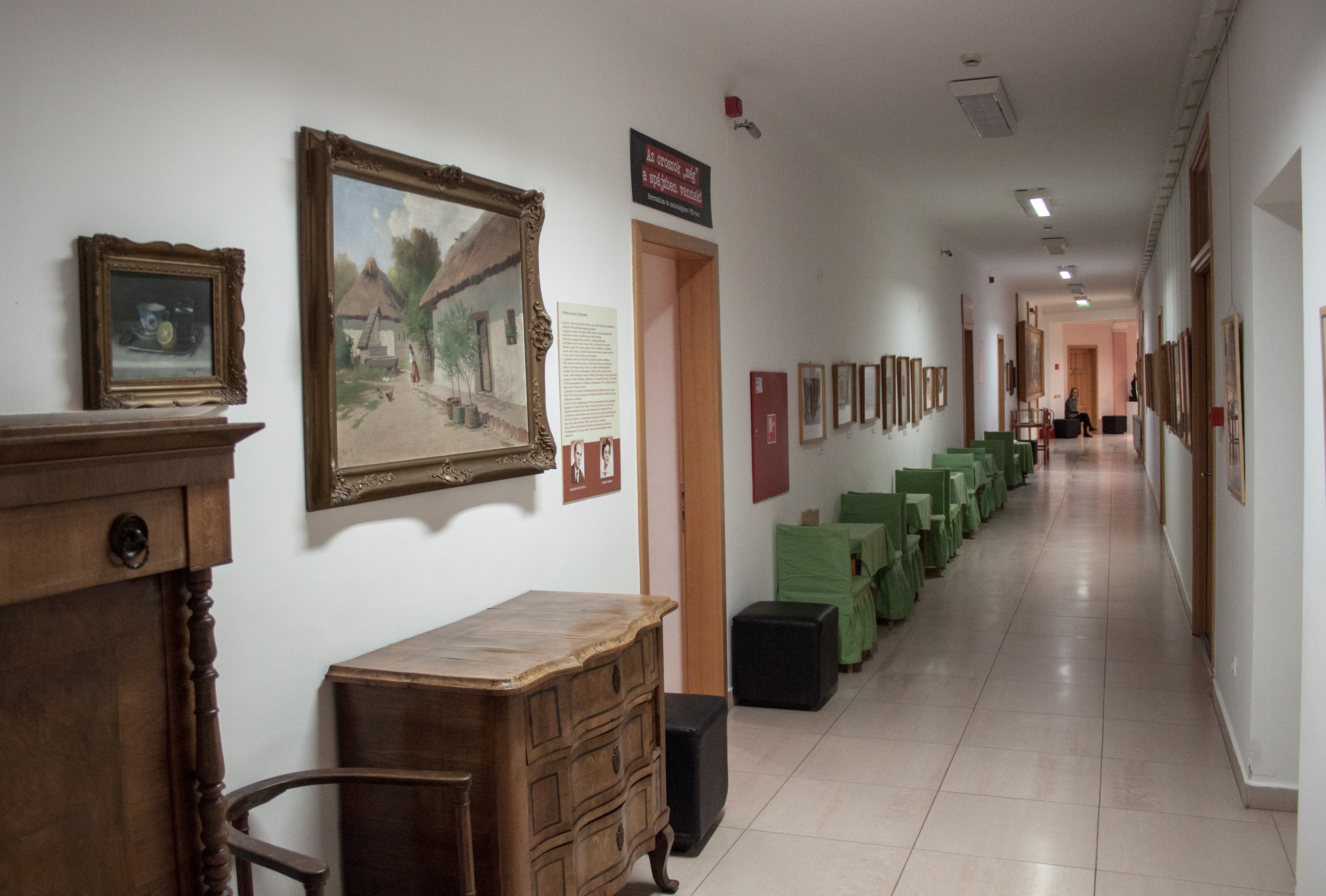
A múzeum folyosója

A Szabolcs Megyei Régészeti Egylet és gyűjteménye 1868. december 1-jén alakult Nagykállóban. Első régészeti kiállításukat 1899-ben Nyíregyházán, a megyeházán  rendezte meg Jósa András régész, Szabolcs vármegye egykori tisztifőorvosa alapozta meg, 1918-tól  a mai múzeum névadója. 1925 és 1948 között Kiss Lajos Kossuth-díjas néprajzkutató volt a múzeum igazgatója, aki létrehozta a néprajzi gyűjteményt. Kiss Lajos  teremtette meg a Nyírség néprajzi kutatását. Neki köszönhetően látható az egykori nyíregyházi céhek emlékanyaga.
Az 1950-es évektől növekedtek  a helytörténeti, a történeti dokumentum, a képző- és iparművészeti, numizmatikai, irodalomtörténeti gyűjtemények.

## A Sóstói Múzeumfalu
Az 1979-ben Sóstógyógyfürdő közelében megnyitott Sóstói Múzeumfalu kb. 10 hektáron álló szabadtéri néprajzi múzeum. Feladata a megye néprajzi tájegységei – Nyírség, Szatmár, a Beregi-Tiszahát, a Rétköz, a Mezőség hagyományos népi műemlékeinek, lakóházainak és gazdasági, valamint középületeinek, a falusi élet eszközeinek a megőrzése, ezeknek tudományos és oktató célú feldolgozása, idegenforgalmi bemutatása.

## Kállay Gyűjtemény
A Múzeum harmadik múzeumi egysége a 2007 novemberétől itt működő Kállay Gyűjtemény, amely az alapító dr. Kállay Kristóf, a Szuverén Máltai lovagrend szentszéki követének akarata szerint a magyarországi fő- és középnemesség hagyatékait gyűjti és mutatja be.

## Állandó kiállításai

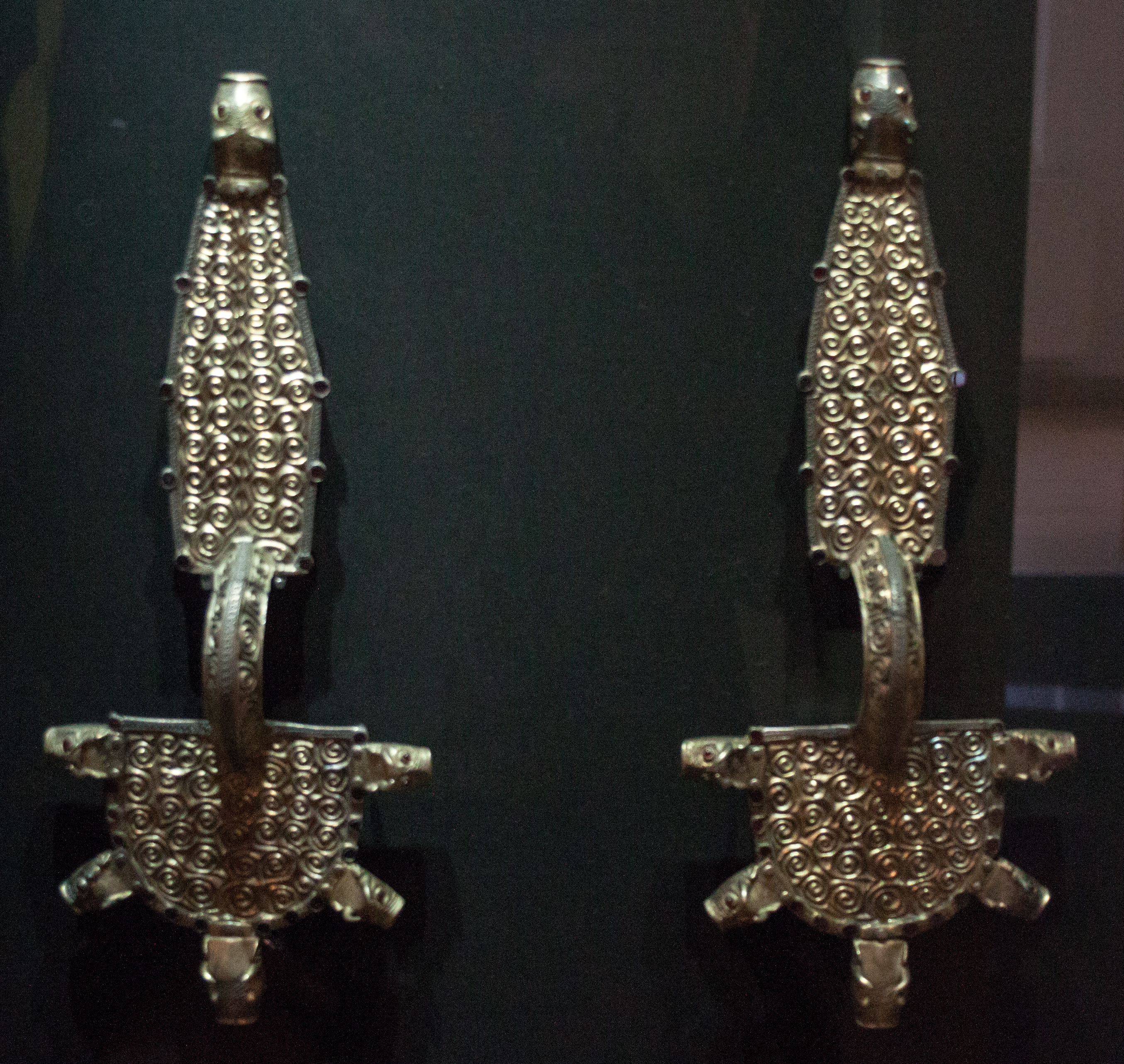
Hun ékszerek a környékbeli ásatásokból

A belső felújítás után 2008 nyarától ismét nyitva tartó Jósa András Múzeum állandó kiállításai között régészeti és néprajzi tárlatok láthatók. 
- Benczúr Gyula-emlékkiállítás,
- Jósa András-emlékkiállítás
- Krúdy Gyula élete és kora
- A nyíregyházi huszárok – egyenruhák, fegyverek
- A környék régészeti leletei a paleolitikumtól a középkorig
- A pénz története az ókortól a XVII. századig
- Az újfehértói aranykincs

## A Benczúr-emlékkiállítás fontosabb képei

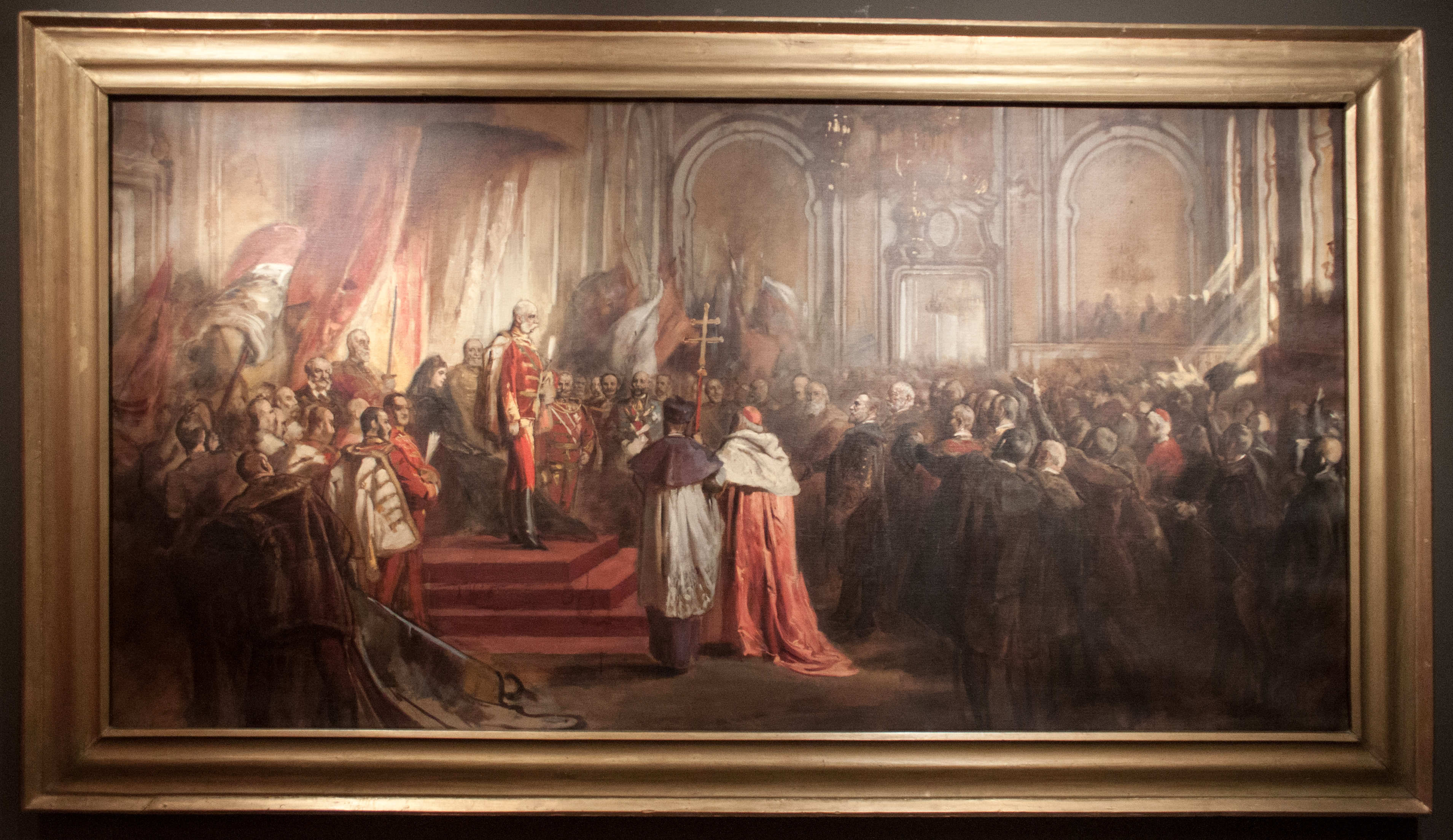
Vázlat az Ezeréves hódolat c. monumentális festményhez, mely a második világháborúban a budai várban megsemmisült

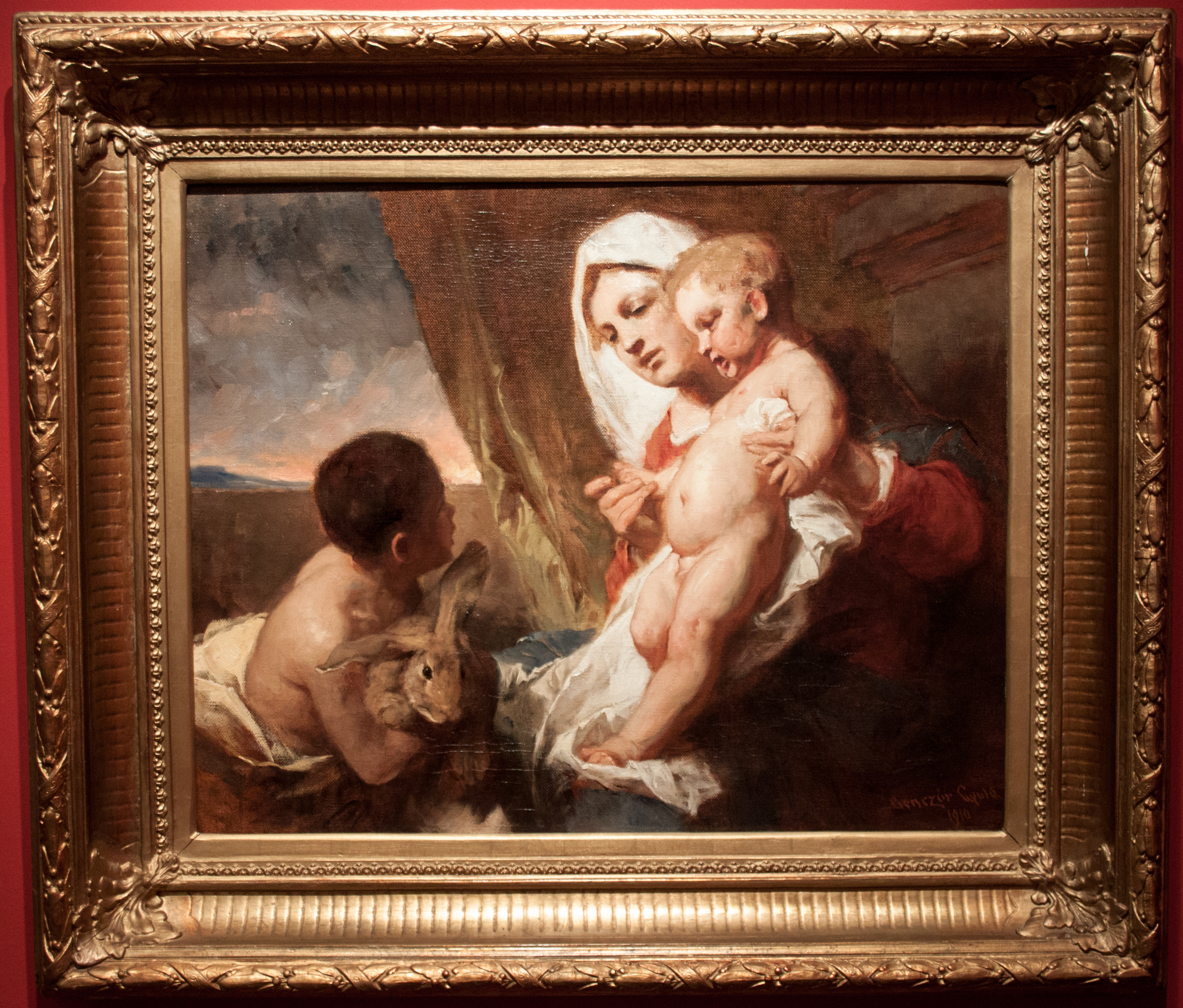
Nyulas Madonna
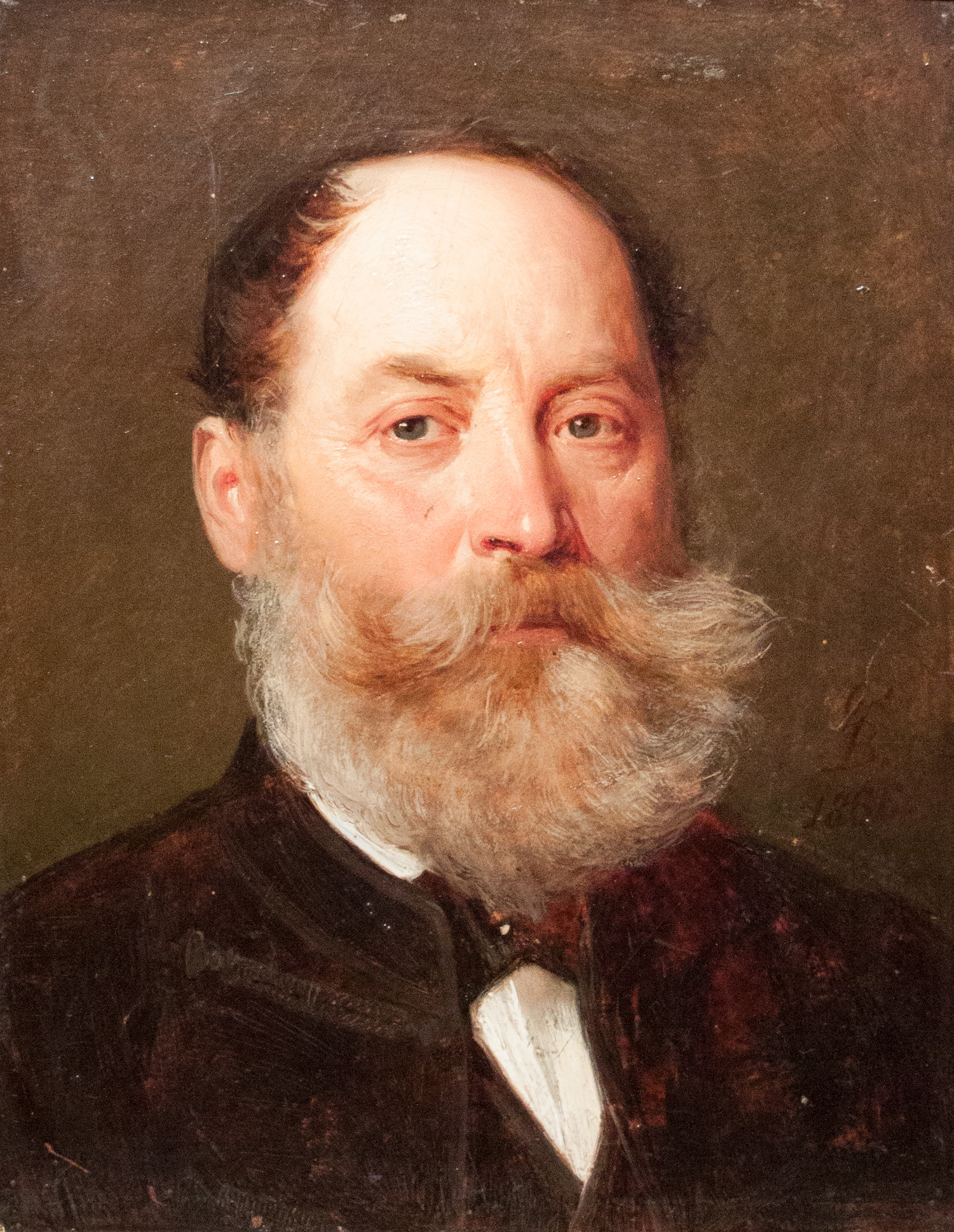
Benczúr Gyula apjának portréja
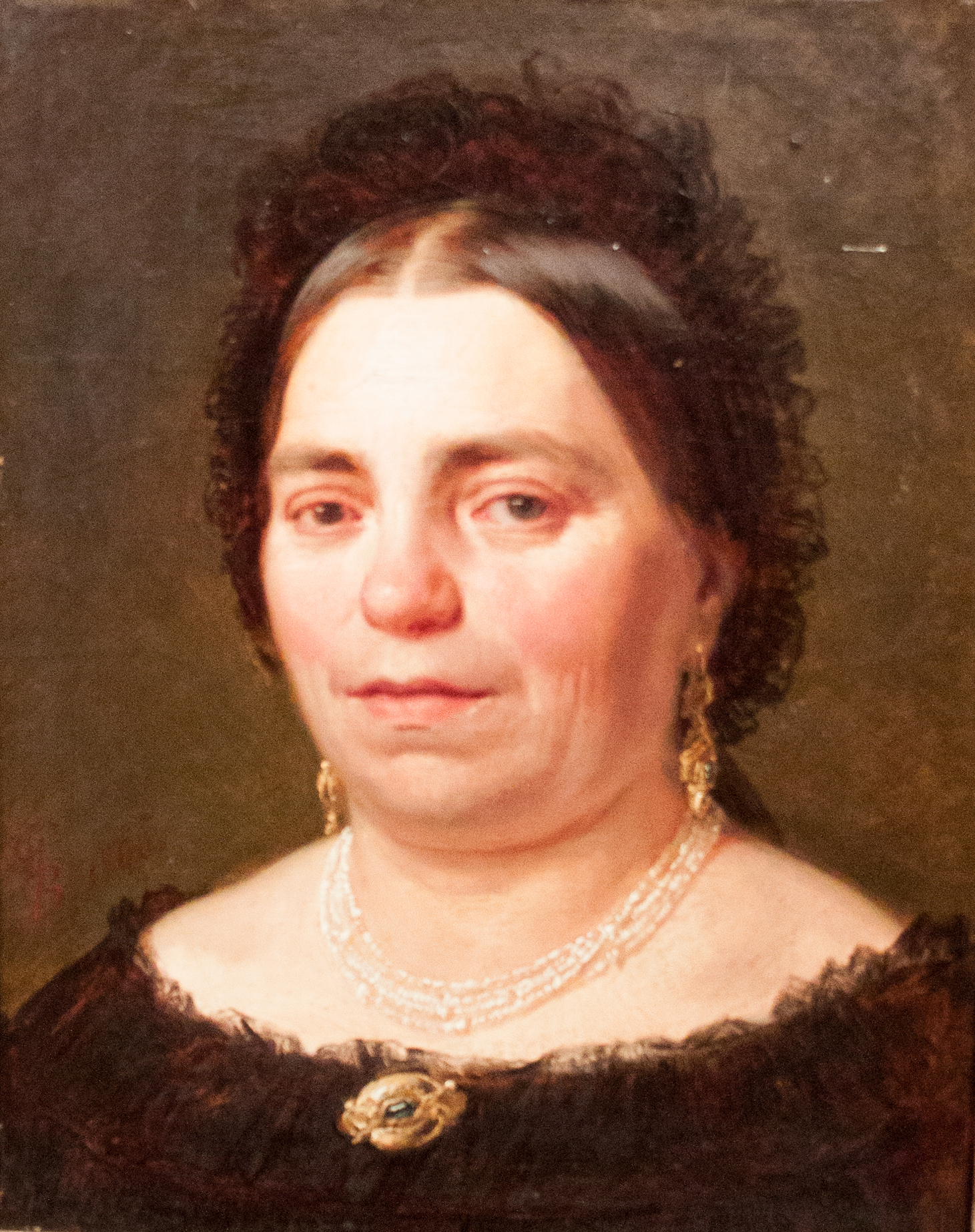
A művész anyjának portréja
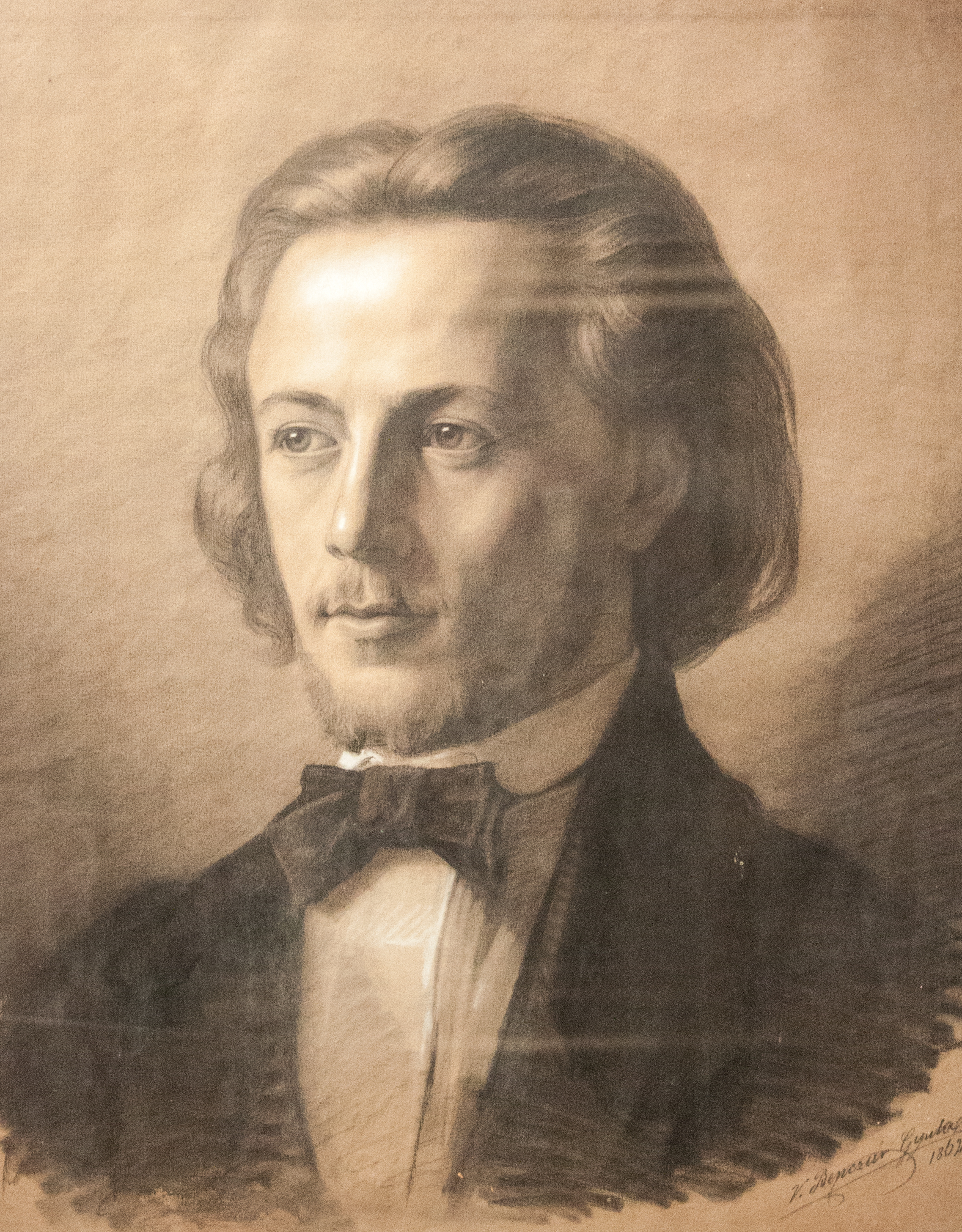
Fiatalkori önarcképe